# Amundsen-Ganswindt-Becken
Das Amundsen-Ganswindt-Becken, englisch: Amundsen-Ganswindt-Basin, ist eine lunare Vertiefung in der Südpolregion mit einem Durchmesser von 335 km, die sich zwischen den Mondkratern Amundsen (Mondvorderseite) und Ganswindt (Mondrückseite) erstreckt. Die Internationale Astronomische Union hat
das Mondbecken nach Roald Amundsen und Hermann Ganswindt benannt.